# 証言 (ヒップホップ)
「証言」 (しょうげん) は、日本のヒップホップユニットLAMP EYEが1995年に発売したアナログ盤および1996年11月25日に発売したシングル。

## 概要
- 1995年にアナログ盤のみが発売され、1996年11月25日にCD化された。また、ビデオさんピンCAMPを同時に発売。
- 作曲者および編曲者はDJ YAS。サウンドは、スパイ小説で有名なジョン・ル・カレ原作の「死者にかかってきた電話」と、シドニー・ルメット監督が映像化した作品「恐怖との遭遇」のサントラ盤に収録されている「Who Needs Forever」をネタにしてMIXした。
- トラックは全て1969年から1979年の間にリリースされたアナログレコードからのサンプリング。DJ YASが恩師と仰ぐDJ KRUSHの影響を受け、1991年にはサンプリングする目的で古いレコードを買い求め、4Tr.MTRを使って作り出した。
- アナログ盤に収録されているオリジナルバージョンは歌詞などの都合上、長期間CD盤には収録されなかったが、2003年に発売された『えん突つサンプラー vol.1』に初めて収録された。

- 2020年5月5日にKEMURI PRODUCTIONSのYouTube公式チャンネルにて、証言のミュージックビデオが公開された。このミュージックビデオは、CD化によってYOU THE ROCK★のパートが差し替えられる前のオリジナルバージョンとなっている[1]。

## 参加アーティスト

### MC
- 証言1. RINO（現在はRINO LATINA II）

現在はソロのほか雷（KAMINARI-KAZOKU.）等のMCとしても活動中。
- 証言2. YOU THE ROCK★

自らの不祥事を受けて引退を明言していたが、現在は活動を再開。
- 証言3 G.K.MARYAN

現在は雷（KAMINARI-KAZOKU.）のほか ソロMCとして活動中。
- 証言4. ZEEBRA

現在はKGDRのほか ソロMCとして活動中。
- 証言5. TWIGY

現在はTwiGy al Salaam Band での活動や ソロMCやDJ（DJ toothache aka TwiGy）として活動中。
- 証言6. GAMA　（現在は ヨシピィ・ダ・ガマ）

雷（KAMINARI-KAZOKU.）のほか ソロMCとして活動中。
- 証言7. DEV LARGE

BUDDHA BRANDやソロ、ILLMATIC BUDDHA MC'Sで活動。2015年5月4日に死去。
- 証言8. YOTTY　（初版カセットテープにのみ収録。さんピンキャンプでは飛ばされた。）

KAMINARI-KAZOKU.のグラフィティ・アーティスト。数々のジャケット画やフライヤーなどのデザインを手掛ける。
- 証言9. UZI　（さんピンCAMPでの証言9。）

本編には未収録だが自身のベストアルバム『戦国合戦絵巻　THE BEST OF UZI』にボーナストラックとして収録されている。

### DJ
- DJ YAS

現在はKEMURIPRODUCTIONSの主宰として主にクラブ等でDJを主軸に活動する傍らサウンドプロダクションも精力的に続けている。

## エピソード
- トラックは、RINO「R.L.Ⅱ」など多数の楽曲にサンプリングとして用いられている。
- 使用機材はAKAI S1000、ROLAND MC50と名も判らない打ち込み用MIDI鍵盤（当時は単体のMIDI PADは無かった）。
- ZEEBRA デビュー20周年記念武道館ライブのアンコールの際に、DEV LARGE を除く6人（RINO、YTR★、MARYAN、TWIGY、GAMA）が集合し、「証言」を披露した。
- 複数の音楽サイトで「作詞・作曲 ZEEBRA」と誤った記載が行われているが、トラックはDJ YAS、作詞は参加したそれぞれのラッパーによるもの。
- 「証言2012」リリース説が浮上し、DABOやお笑いタレントのアンジャッシュ渡部建らがTwitterなどで触れていたが、2012年に「証言2012」がリリースされることは無かった。
- さんピンCAMPで飛ばされた、YOTTYが担当をしている証言8には、「記憶の引き出し」という言葉が言霊としてリリックに含まれている。

## 収録曲

### アナログ盤（青ラベル・赤ラベル・ジャケット付き）
1. 証言 feat. RINO, YOU THE ROCK, GK.MARYAN, ZEEBRA, TWIGY, GAMA, DEV-LARGE
作詞：RINO/YOU THE ROCK/GK.MARYAN/ZEEBRA/TWIGY/GAMA/DEV-LARGE、作曲：DJ YAS
2. 証言 -A CAPELLA-
3. 証言 -BREAK BEATS-

### CD
1. 証言 feat. RINO, YOU THE ROCK, GK.MARYAN, ZEEBRA, TWIGY, GAMA, DEV-LARGE
作詞：RINO/YOU THE ROCK/GK.MARYAN/ZEEBRA/TWIGY/GAMA/DEV-LARGE、作曲：DJ YAS
2. 第二戦 (RINO)
作詞：RINO、作曲：DJ YAS
3. マンホール (GAMA)
作詞：GAMA、作曲：DJ YAS/DJ HIDE
4. 証言 -Bonus Beats- (DJ YAS)
作曲：DJ YAS
5. 第二戦 (REMIX) (RINO)
作詞：RINO、作曲：DJ YAS

## 別バージョン

### さんピンCAMP Version
さんピンCAMPではGAMA（現ヨシピィ・ダ・ガマ）の歌詞がオリジナルよりも多くなっている。また、YOU THE ROCKのパートでは｢マジンガーZ｣の一節を取り入れたリリックの繋ぎを「超楽しいゼ！」と絶叫し、不参加だったTWIGYのパートでは音源のアナログ版を流し｢アタマにくるぜツイギー｣と観客を煽った。

### B-BOY PARK 2011 Version
2011年のB-BOY PARKではG.K.MARYANだけがステージに立ちマイクを握り、音楽活動を再開したYOU THE ROCK★や他のメンバーの参加はなかった。

## 暴言
- 2006年、MSCと韻踏合組合のメンバー、更に降神の志人も参加した『証言』のカバー曲である『暴言』が発表された。この楽曲は2006年8月11日に発売されたLibra Recordのコンプレーション・アルバム『Libra Record -天秤録音-』に5,000枚限定で付属していたハガキで応募した人から抽選で100名に配られたアナログシングルに収録されている（そのため、現在、非常に入手困難なうえ、中古市場などでは大変高値で取引されている。）。
- 上記の理由から長らく限られた人数にしか聴くことが出来ない程の貴重な音源であったが、2009年に発売されたDJ BOBO JAMES a.k.a. D.L.のコンピレーション・アルバム『HARD TO THE CORE version1』に収録されたため、現在は比較的入手しやすくなっている（ただし、収録されているバージョンはオリジナルではなく、新たに原曲の『証言』のビートをブレンドミックスしたものであるため、若干トラックが異なる）。更に2010年11月23日に発売されたMEGA-G & MUTA & DJ49によるMIX CD『BASIC TRAINING』のILL SIDE（DISC 1）にも収録されたが、ここでは新たに遊戯（韻踏合組合）とTABOO1（MSC）が加わっており、イントロのシャウトには本家の証言1・RINOも参加している。また、MEGA-Gの歌詞がオリジナルと大幅に異なっている。
- 上記にもあるが『HARD TO THE CORE version1』と『BASIC TRAINING』に収録されている『暴言』のトラックは新たに原曲の『証言』のビートをブレンドミックスしたものであるため、2018年現在、オリジナルの『暴言』は2006年に発表されたアナログシングルでしか聴く事が出来ない。
- 原曲同様に各MCが現在のヒップホップシーンに対して過激な言葉でラップしたマイクリレーものとなっている。

### 参加MC
- 太華
- 遊戯（『BASIC TRAINING』にのみ参加）
- ERONE
- SATTUSY
- HIDADDY
- MEGA-G
- MESS
- SHINGO☆西成
- 漢
- TABOO1（『BASIC TRAINING』にのみ参加）
- 02
- PRIMAL
- 志人